# Pleioblastus rugatus
Pleioblastus rugatus là một loài thực vật có hoa trong họ Hòa thảo. Loài này được T.H.Wen & S.Y.Chen miêu tả khoa học đầu tiên năm 1982.